# Сильвестр Переяславський
Сильве́стр († 1123) — літописець і церковний діяч, ігумен Видубецького Михайлівського монастиря Київської митрополії Константинопольського Вселенського патріархату, з 1118 — єпископ переяславський.
Був близький до князя Володимира Мономаха, відігравав чималу роль у церковному та політичному житті. Сильвестра вважають упорядником другої, т. зв. «Лаврентіївської редакції» «Повісти временних літ», яку він після Нестора Літописця переробив і доповнив (події 1113–16 років).
За іншою версією, Сильвестр є основним автором «Повісти временних літ».

## Критика авторства
Гіпотеза про те, що Сильвестр є автором Повісті временних літ, заснована на приписці, що знаходиться в Лаврентіївському літописі після розриву розповіді за 1110 рік. В Лаврентіївському рукописі вона перекладається так:
```
Ігумен Сильвестр святого Михаїла написав книги ці, літописець, надіючись від Бога милості прийняти при князі Володимирі, княжачи у Києві, а мені ігуменячи у святого Михаїла в 6624 індикта 9 року, а хто читає книги ці, нехай буде мені в молитвах. 
```

Проте в Московсько-Академічному рукописі цього літопису дана приписка коротша, рік написання відсутній. А в Никонівському літописі ця приписка вже значно розширена і перекладається так:
```
Це я грішний монах Сільвестр, ігумен святого Михаїла, написав книги ці, що називаються грецькою мовою хронографом, а руською мовою означає часопис, що є літопис, у священному і божественному священноначальстві пана Никифора, митрополита Київського і всієї Русі, у володінні держави Київської православного і благочестивого великого князя Володимира Маномаха, сина Всеволода, внука Ярослава, правнука великого і рівноапостольного святого Володимира, названого у святому хрещенні Василієм, що хрестив всю Руську землю. Писав же все це заради любові до Господа Бога і пречистої Богородиці, і святих його, і заради своєї вітчизни Руської землі, на спасіння і користь усім. І молю всіх, що прочитають книги ці, нехай помоляться за мене у святих своїх молитвах. Нехай солодкий і радісний голос почую від Господа в день великого суду, і нехай буду позбавлений від безкінечних мук, і обіцяні блага від Господа отримаю молитвами пречистої Богородиці і всіх святих. Амінь.
```

Така приписка автора була б очікувана після закінчення розповіді літопису. Проте, при порівнянні тексту за 1110 рік з Іпатіївським літописом можна помітити, що приписка Сильвестра знаходиться на місці обриву розповіді про події 1110 року.
Таку ситуацію можна пояснити наступним. Збережені сьогодні найдавніші рукописи 14-15 ст. в первинному вигляді буди без палітурок. Аркуші пергаменту чи паперу зшивались у зошити, які вже знову підшивались між собою. При користуванні такими рукописами часто відбувалось пошкодження та втрата перших (верхніх) або останніх (нижніх) зошитів рукописів. Майже половина збережених на сьогодні рукописів мають втрачені початок або кінець. Тому можна припустити, що приписка Сильвестра з'явилась у літописі вже після того, як в ньому були втрачені останні зошити. Відповідно, вона не оригінальна і Сильвестру не належить. Тим більше, що вона існує в декількох варіантах, які свідчать про ймовірне літературне походження даних приписок.